# كليمنس كالفين
كليمنس كالفين (بالفرنسية: Clémence Calvin)‏ هي عداءة المسافات الطويلة فرنسية، ولدت في 17 مايو 1990 في فيشي في فرنسا.

## وصلات خارجية
- كليمنس كالفين على موقع الاتحاد الدولي لألعاب القوى (الإنجليزية)
- كليمنس كالفين على موقع الاتحاد الفرنسي لألعاب القوى (الفرنسية)
- كليمنس كالفين على موقع الدوري الماسي (الإنجليزية)